# Kārlis Pauļuks
Kārlis Vilhelms Pauļuks (ur. 24 maja 1870 w Gavēņi koło Viesturi, zm. 21 stycznia 1945 w Paulsuki koło Jaunsvirlauka) – łotewski polityk, minister sprawiedliwości 1919-1920. Brat premiera Łotwy Jānisa Pauļuksa.
W 1894 ukończył prawo na Uniwersytecie Moskiewskim. W czasie studiów należał do korporacji studenckiej Fraternitas Moscoviensis. Po uzyskaniu dyplomu został asystentem adwokata Jānisa Čakste, późniejszego prezydenta Łotwy. Od grudnia 1902 pracował jako samodzielny adwokat w Jelgava. Od 1919 do 1920 był prezesem łotewskiego Sądu Najwyższego, po czym powrócił do adwokatury.
Od 1906 był prezesem społeczności łotewskiej w Jelgava. W 1915 został prezesem komitetu łotewskich uchodźców w Tartu. W maju 1917 został wybrany do tymczasowego komitetu ziemskiego w Kurzeme i został przewodniczącym jego komitetu wykonawczego. W tym samym roku należał do założycieli Łotewskiego Związku Rolników. W styczniu 1918 wszedł w skład prezydium Łotewskiej Tymczasowej Rady Narodowej. W 1918 brał udział w tworzeniu Łotewskiej Akademii Nauk. Od 9 grudnia 1919 do 11 czerwca 1920 sprawował urząd ministra sprawiedliwości. Był jednym z sygnatariuszy łotewsko-sowieckiego traktatu pokojowego. Piastował mandat posła do Zgromadzenia Konstytucyjnego i czterech pierwszych kadencji Saeimy. Pracował w komisjach: rolnictwa, prawnej i konstytucyjnej. Od 1930 do 1934 zasiadał w prezydium Saeimy. W 1931 został wybrany do rady miejskiej w Jelgava. Podczas przewrotu Karlisa Ulmanisa w 1934 znalazł się w areszcie domowym.
Okupanci sowieccy pozbawili go prawa do wykonywania zawodu adwokata, do którego powrócił na pewien czas po wkroczeniu Wehrmachtu na Łotwę. W 1943 wszedł w skład prezydium tajnej Łotewskiej Rady Centralnej (LCP). Jako jej członek podpisał w 1944 memorandum domagające się przywrócenia niepodległości Łotwy.
Był kawalerem Orderu Trzech Gwiazd.